# 恆星動力學
恆星動力學是天文物理的一個分支，以統計學的方法介紹恆星在它們共同重力下的集體運動。但重力的長距離效應和恆星系統緩慢的弛豫，阻礙了統計物理方法的使用。一顆恆星在星系或球狀星團內的運動，主要受到其它恆星的平均分布和恆星距離的影響，和最鄰近的恆星少量的影響。 
如果物質的分布是理想化的平滑，恆星的弛豫過程是傾向於每顆恆星有著各別的運動軌跡的。2-體弛豫被限制在一顆恆星和另一顆恆星之間的交互作用下，而"劇變弛豫"是大型恆星集團系統集體變異所造成的。